# Calaxoca
Calaxoca (IAST: Kalaśokā) era o filho e sucessor de Xixunaga, o fundador da dinastia homônima que governou o Reino de Mágada, e reinou de 395 a 367 a.C.. Ao assumir, transferiu a capital de Vaixali a Pataliputra. Segundo a literatura budista, o Segundo Conselho Budista em Vaixali, realizado 100 anos após o Maa Parinirvana de Buda, ocorreu sob patrocínio do rei. Dividiu seu reino entre seus dez filhos, que governaram simultaneamente. Eram eles: Badrassena, Corandavarna, Mangura, Sarvanja, Jalica, Ubaca, Sanjaia, Coravia, Nandivardana e Panchamaca. Nas listas extraídas dos Puranas, só Nandivardana é citado.